# 작실리크 우시켐피로프
작실리크 아미랄리예비치 우시켐피로프(카자흐어: Жақсылық Әмірәліұлы Үшкемпіров 작슬르크 애미르랠리울르 우시켐피로프, 러시아어: Жаксылы́к Амира́лиевич Ушкемпи́ров, 1951년 5월 6일~2020년 8월 2일)는 소련의 레슬링 선수이다. 1980년 하계 올림픽 그레코로만형 라이트플라이급에서 금메달을 획득했고 1981년 세계 선수권 대회에서 1회 우승했다. 은퇴 후 카자흐스탄에서 축산업과 체육 분야에 몸담았다.